# Michail Mizincev
Michail Evgen'evič Mizincev (in russo Михаил Евгеньевич Мизинцев?; Averinskaja, 10 settembre 1962) è un generale e mercenario russo, specializzato nel campo del supporto logistico delle forze armate terrestri russe, nonché viceministro della difesa della Russia con delega per la supervisione della logistica a partire dal 24 settembre 2022. In precedenza ha diretto il Centro nazionale di gestione della difesa della Federazione Russa.
Soprannominato da alcune fonti come “Macellaio di Mariupol'”, ha comandato le forze armate terrestri russe durante l'assedio di Mariupol', durante il quale si sono verificati diversi attacchi ai danni di civili (tra cui attacchi aerei al teatro e all'ospedale della città, entrambi considerati crimini di guerra).
Il 31 marzo 2022, l'allora ministra degli esteri britannico Liz Truss ha inserito Mizincev nell'elenco delle persone oggetto di sanzioni da parte del Regno Unito; Il 24 settembre 2022 è stato nominato viceministro della difesa della Russia in sostituzione di Dmitrij Bulgakov. Rimosso dal suo incarico è passato al gruppo mercenario Wagner dove svolge il ruolo di vicecomandante.